# Котельниково (Німанський район)
Котельниково (рос. Котельниково) — селище Німанського району, Калінінградської області Росії. Входить до складу Німанського міського поселення.
Населення —  136 осіб (2015 рік). 